# Phytomyza plantaginis
Phytomyza plantaginis (лат.) — вид двукрылых из семейства минирующих мух.

## Описание
Длина крыла у самцов 1,6-1,8 мм, у самок 1,9-2,3 мм. Голова в основном беловато-жёлтая, лоб между лобно-орбитальными пластинками более жёлтый. Высота глаза в 1,5-2,9 раза больше высоты щек. Имеется одна передняя и две задние орбитальные щетинки. Вокруг глазкового бугорка имеется небольшое коричневое пятно. Третий членик усиков чёрный. Затылок тёмно-коричневый, часто с желтоватым верхним краем и одной парой жёлтых пятен. Наличник светло-коричневый до желтоватого или коричневого. Щупики темно-желтые до светло-коричневого. Грудь тёмно-коричневая с густым серым опылением. На среднеспинке акростихальные щетинки отсутствуют или имеются в двух рядах спереди. Дорсоцентральных щетинок четыре пары, они уменьшаются по длине от задней к передней. Задняя нотоплевральная щетинка и дополнительная медиальная супраалярная щетинка перед поперечным швом среднеспинки отсутствуют. Жужжальца белые. Калиптер полностью белый. Ноги коричневые. Тазики передних ног (за исключением их основания) и вершины бёдер жёлтые, иногда основание голеней узко жёлтое. Брюшко темно-коричневое.

## Биология
Развивается на подорожниках. Личинка образует длинную, узкую, белую линейную мину, окукливание происходит внутри листа. Пупарий беловато-серый, его передние дыхальца выступают через эпидермис.

## Распространение
Широко распространен в Евразии от Европы до Японии, встречается также на Бермудских и Канарских островах, в Африке, на острове Тайвань, в Таиланде, Австралии, Новой Зеландии, США, Канаде.